# Anisarthron cyrus
Anisarthron cyrus là một loài bọ cánh cứng trong họ Cerambycidae.